# Любачув (гмина)
Любачув (пол. Lubaczów) — сельская гмина (волость) в Польше, входит как административная единица в Любачувский повет, Подкарпатское воеводство. Население — 9155 человек (на 2004 год).

## Демография
| Перепись                       | Всего   | Всего | Женщины | Женщины | Мужчины | Мужчины |
| ------------------------------ | ------- | ----- | ------- | ------- | ------- | ------- |
| Единицы                        | человек | %     | человек | %       | человек | %       |
| Население                      | 9155    | 100   | 4530    | 49,5    | 4625    | 50,5    |
| Плотность населения (чел./км²) | 45,1    | 45,1  | 22,3    | 22,3    | 22,8    | 22,8    |

## Сельские округа
1. Антоники
2. Балае
3. Башня-Дольна
4. Башня-Гурна
5. Борова-Гура
6. Будомеж
7. Домбкув
8. Домброва
9. Хурче
10. Хута-Крышталова
11. Каролювка
12. Кровица-Холодовска
13. Кровица-Лясова
14. Кровица-Сама
15. Лисе-Ямы
16. Млодув
17. Мокшица
18. Опака
19. Пястово
20. Подлесе
21. Щуткув
22. Тымце
23. Вулька-Кровицка
24. Залуже